# Военный крест иностранных театров военных действий

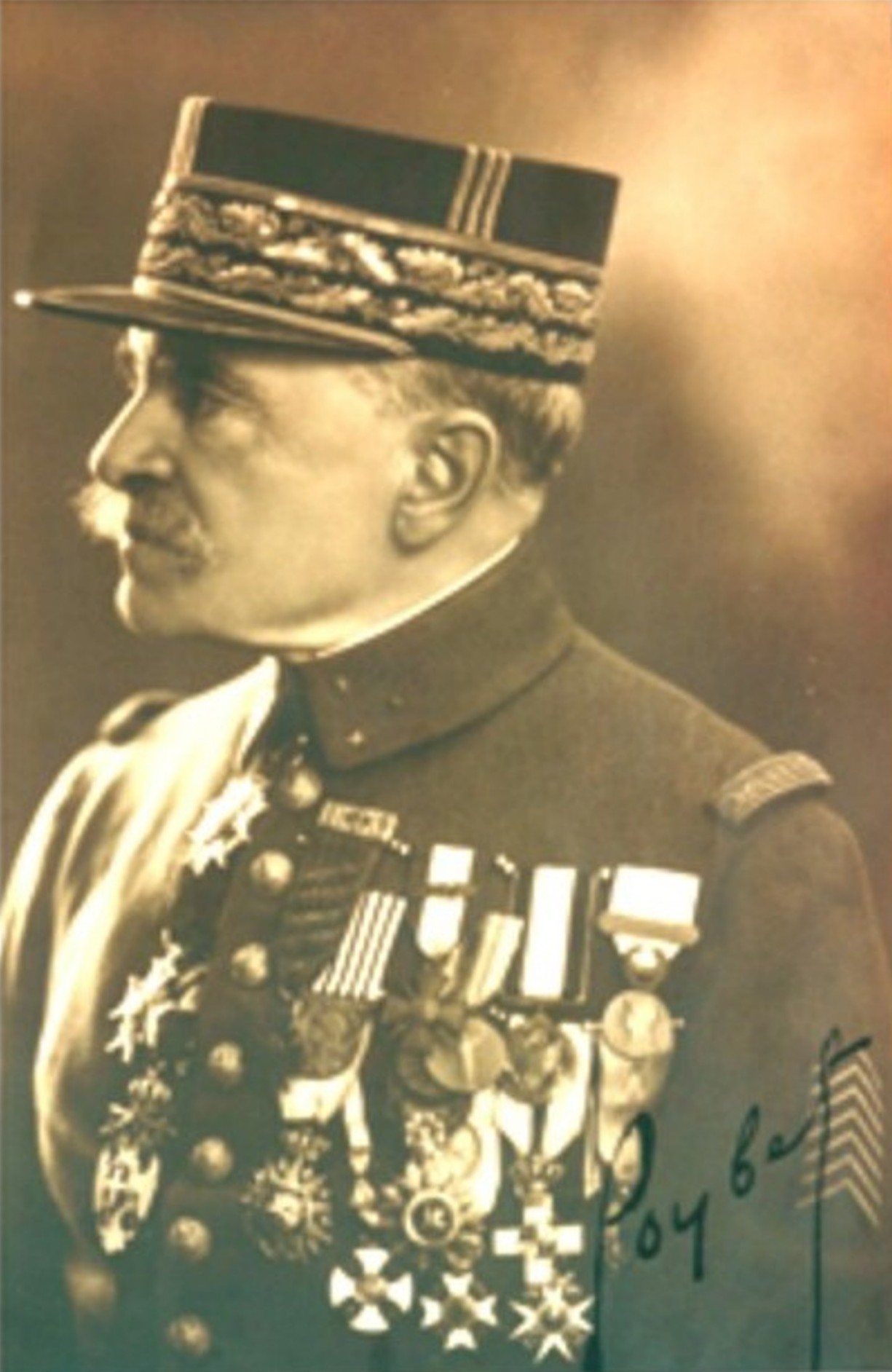
Генерал Гойбет, Мариано, кавалер Военного креста

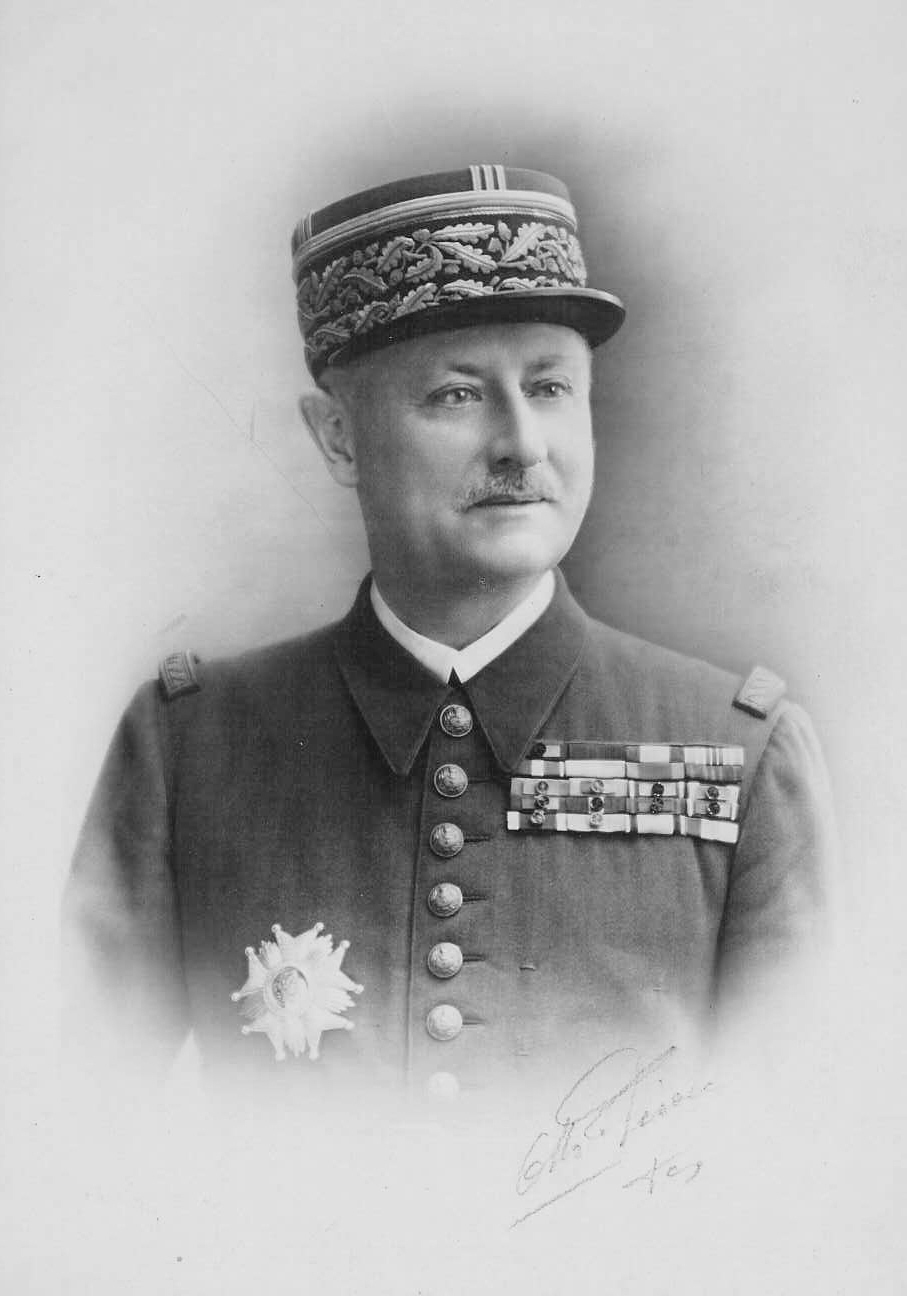
Генерал Азан, Поль, награждённый Военным крестом

Военный крест иностранных театров военных действий (фр. Croix de guerre des théâtres d'operations extérieures) — французская военная награда, предназначенная для солдат, участвовавших в военных действиях в зарубежных странах после официального окончания Первой мировой войны. 
Перемирие от 11 ноября 1918 года положило конец войне между Францией и Германией, но французские солдаты продолжали сражаться на театрах военных действий за пределами метрополии. Боевые действия происходили в Сирии, Палестине, Константинополе, Марокко, Французской Западной Африке и Французской Экваториальной Африке.

## Учреждение
30 апреля 1921 года был принят закон об учреждении нового военного креста для «Внешних театров военных действий». Он предназначался участников операций, проведённых с 11 ноября 1918 года или которые будут иметь место в будущем, за военную службу, непосредственно связанную с экспедиционным корпусом, используемым за пределами границ Франции, в противном случае, статут нового креста был таким же, как и у Военного креста 1914–1918 годов.
После боевых действий сразу после Первой мировой войны снова начал вручаться, на сей раз участие в военных действиях в Индокитае, Мадагаскаре, Корее и во время Суэцкого кризиса.
После 35-летнего перерыва он снова стал доступен для награждения за участия в операциях с 17 января 1991 по 5 мая 1992 года во время войны в Персидском заливе (приказ министра обороны от 17 января 1991 года), а также в Косово в 1999 году.

## Условия награждения
Критерии награждения в основном такие же, как и у Военного креста 1914—1918, отправки для всех вооруженных сил производятся министром обороны, если только это полномочие не было специально делегировано командующему генералом экспедиционных сил.
Также присуждался военнослужащим и гражданским лицам, получившим индивидуальные награды во время войны/боевых действий на чужой территории, а конкретно:
- Левант в 1918-19 годах;
- Французская Экваториальная Африка в 1919 году;
- Французская Западная Африка с 1918 по 1921 год;
- Марокко (Рифская война) в 1921-1926 годах;
- Индокитай в 1918-1922 и 1945-1954 годах;
- для военных миссий в странах Балтии (Эстония, Латвия, Литва), Верхней Силезии, Польше, Чехословакии, России, Кавказе, Сибири, Венгрии и Румынии;
- Мадагаскар в 1947 году;
- Корея с 1950 по 1953 год;
- Ближний Восток (Суэцкий кризис с 30 октября 1956 года по 31 декабря 1956 года и война в Персидском заливе с 17 января 1991 года по 5 мая 1992 года);
- Союзная Республика Югославия (Косово с 24 марта 1999 года по 21 июня 1999 года).

Военно-морские уровни наград отличаются от армейских следующим образом:
- армейский уровень = производится вице-адмиралом, главнокомандующий военно-морских сил или флота;
- уровень корпуса = производится вице-адмиралом, командующим морской эскадрой;
- дивизионный уровень = производится контр-адмиралом, командующим отдельной военно-морской дивизией;
- бригадный уровень = производится контр-адмиралом или капитаном, командующим военно-морской дивизией;
- полковой уровень = производится старшим офицером, командующим кораблем или военно-морскими силами, кроме упомянутых выше.

## Описание награды

### Крест
Награда представляет собой бронзовый крест шириной 37 мм, с двумя скрещенных мечами, разработанный скульптором Альбертом Бартоломе. На аверсе в круглом медальоне образное изображение Республики (Марианна) в шапке, украшенной лавровым венком, и окружённое кольцом с надписью: «RÉPUBLIQUE FRANÇAISE». На реверсе в круглом медальоне надпись: «THÉÂTRES D'OPÉRATIONS EXTÉRIEURS».
Крест подвешивается через петлю на шёлковой муаровой ленте серого цвета шириной 38 мм с красными полосами по краям шириной 10 мм. Носится на левой стороне груди и, при наличии других медалей Франции, располагается сразу после Военного креста 1939—1945.

### Ленточные планки
Степени (такие же, как у Военного креста 1914—1918):
- Бронзовая звезда за упоминание[англ.] на полковом или бригадном уровне;
- Серебряная звезда за упоминание на уровне подразделения;
- Позолочённая серебряная звезда за упоминание на уровне корпуса;
- Бронзовая пальмовая ветвь за упоминание на уровне армии.